# Nathalie Joignant
Nathalie Paulette Joignant Pacheco (Santiago, 8 de octubre de 1970) es una Activista medioambiental y política chilena, actualmente independiente. Se desempeñó como secretaria regional ministerial de Agricultura de la Región Metropolitana de Santiago bajo el gobierno de Gabriel Boric.

## Biografía

### Vida personal y estudios
Hija de un militante socialista detenido en la dictadura y una profesora normalista, Joignant nació en Santiago de Chile y ha vivido en comunas como San Miguel, La Cisterna, Providencia y Ñuñoa. Obtuvo un grado de técnico en turismo en Duoc UC y luego una licenciatura en lengua y literatura inglesas en la Universidad de Chile. Posteriormente, en la misma casa de estudios se graduó de un magíster en Gestión y Planificación Ambiental, desempeñandose como Investigadora asociada en el Centro de la Economía de los Recursos Naturales CENRE, de la misma universidad.
Está divorciada y es madre de dos hijos.

### Activismo
Defensora del Agua de la Región Metropolitana, ha sido co-vocera de No Alto Maipo por más de una década. Joignant ha sido parte de varias organizaciones relacionadas con causas medioambientales y en particular, por derecho al agua, tales como la Red por los Ríos Libres y Chile Sustentable, donde trabajó en conjunto con Sara Larraín, siendo coordinadora del Observatorio Parlamentario Ciudadano: Ojo con el Parlamento. En el año 2016, Nathalie Joignant y Marcela Mella fueron reconocidas con el premio a "Ambientalista Destacado" por la Fundación Terram.

### Carrera política
Para las elecciones de gobernadores regionales de 2021, Joignant anunció su candidatura a la gobernación de la Región Metropolitana de Santiago, tras la propuesta del Partido Ecologista Verde, al cual se inscribió como militante en diciembre de 2020. Su programa tenía como ejes fundamentales la democracia participativa, la salud y el cambio climático, el feminismo, la superación de la pobreza y desigualdad, la descentralización, transparencia y la seguridad e inclusión. Obtuvo el tercer lugar con un 15,92% de los votos, y pese a que no pasó a segunda vuelta, sorprendió al superar a figuras tradicionales de la política como la exministra Catalina Parot o el exdiputado Rojo Edwards.
El 1 de abril de 2022, se incorporó al Gobierno de Gabriel Boric como secretaria regional ministerial de Agricultura para la Región Metropolitana.

## Historial electoral
| Año  | Tipo                     | Territorio | Pacto                        | Partido | Votos   | %     | Resultado |
| ---- | ------------------------ | ---------- | ---------------------------- | ------- | ------- | ----- | --------- |
| 2021 | Regionales a gobernadora | RM         | Ecologistas e Independientes | PEV     | 391 741 | 13.20 | No electa |
| 2024 | Regionales a gobernadora | RM         | Regiones Verdes Liberales    | FRVS    | 121 363 | 2.85  | No electa |